# Despacho
Despacho é um termo jurídico que define a resolução de uma autoridade, em relação a um requerimento ou petição a si dirigido, de modo a tornar o despacho deferido ou indeferido.

## No Brasil
No sistema jurídico brasileiro, é o ato processual do juiz que dá andamento ao processo, sem decidir incidente algum. Difere o despacho dos outros atos praticados pelo juiz - como a sentença, por exemplo - pelo seu caráter meramente instrumental, visando ao contínuo caminhar do processo em busca de uma solução definitiva. Logo, do despacho, não cabe recurso, diferentemente da sentença.

## Em Portugal
No sistema jurídico português, são diplomas que têm apenas como destinatário os subordinados de um Ministro ou Ministros signatários e valem unicamente dentro do Ministério respectivo.